# ロバート・エマーソン (植物学者)
ロバート・エマーソン（Robert Emerson 1903年11月4日 - 1959年2月4日）は、アメリカ合衆国の植物生理学者、教育家。エマーソン効果(英語版)を発見した。

## 経歴
1929年、ハーバード大学で植物学を学んだ後、カリフォルニア工科大学で教授となり、植物生理学の研究を行った。

## 日系人収容所での活動
1943年、カリフォルニア州に設立された日系人を対象とするマンザナー強制収容所を訪問したことをきっかけに収容者の地位向上のために尽力。植物からゴムを抽出する実験所を仕事の指導を行ったほか、時には出産の手助けをするなど収容者から「日本人の父」として慕われる存在となった。一方で、こうした動きは誤解を招くこととなり、カリフォルニア工科大学を追われてイリノイ大学への移籍を余儀なくされた。

## エマーソン効果の発見
1957年、植物が行う光合成の電子伝達系には2つの光化学系があり、直列に働いていることを発見。本人の名を冠したエマーソン効果として植物学史に名を残すこととなった。